# Flüchtlingsjugendlager Poggenhagen
Koordinaten: 52° 27′ 53″ N, 9° 26′ 51″ O
Das Flüchtlingsjugendlager Poggenhagen war ein Lager für minderjährige Flüchtlinge (ohne Familienanschluss) aus der SBZ und der späteren DDR. Es befand sich auf dem Ilschenhof am Südrand der Gemeinde Poggenhagen, heute Ortsteil von Neustadt am Rübenberge in Niedersachsen.

## Zielsetzung
Die Aufgabe des Lagers bestand in der Aufnahme von Flüchtlingen, die noch nicht das 21. Lebensjahr vollendet hatten. Diese Jugendlichen wurden in der Regel von den allgemeinen Flüchtlingslagern, zum Beispiel aus den Lagern in Friedland oder  Uelzen, nach Poggenhagen überstellt. Bis zur Überprüfung ihrer Fluchtumstände und persönlichen Verhältnisse waren sie in diesem relativ abgelegenen Ort untergebracht. Sie blieben auch zumeist freiwillig bis zur Möglichkeit einer Arbeitsaufnahme und der damit verbundenen Zuweisung eines Wohnortes im Lager.

## Lebensumstände
Die überwiegend männlichen Jugendlichen waren in halbrunden Wellblechhütten, sogenannten Nissenhütten untergebracht.  Die Mädchen wohnten im Haupthaus, in dem sich auch die Küche befand. Die Versorgung mit Essen und Trinken, wie auch die medizinische Betreuung, waren sichergestellt und gut. Eventueller Bekleidungsbedarf wurde durch Spenden aus der Altkleidersammlung ergänzt. Eine finanzielle Unterstützung gab es in dieser Zeit nicht, dafür wurde der Einsatz als Lagerwache, im Küchendienst oder als Schreiber in den Aufnahmebüros, wo die Vernehmungen durchgeführt wurden, mit DM 7,00 pro Woche (Stand 1949/50) entlohnt. 
In der Nähe des Lagers befanden sich die Unterkünfte des GCLO-Personals des Flughafens Wunstorf, welche während der Berliner Luftbrücke die Transportflugzeuge der britischen Luftwaffe zu beladen hatten. Mit diesen Männern gab es des Öfteren Streit, vor allem wegen der im Lager untergebrachten Mädchen.

## Weitere Flüchtlingsjugendlager
- Berlin-Kladow
- Sandbostel Kreis Rotenburg(Wümme)